# Mac OS X v10.0
Mac OS X 10.0 (кодове ім'я Cheetah - гепард) — перший великий випуск Apple Mac OS X в користувальницьких і серверних операційних системах. Mac OS 10.0 був представлений 24 березня 2001 року. У США ціна продукту становила 29,95 дол Cheetah замінив Mac OS X Public Beta. Mac OS X 10.0 здійснив радикальний відхід від попередніх «класичних» операційних систем Macintosh.

## Системні вимоги
- Підтримувані комп'ютери : Power Macintosh G3 , G3 B & W , G4 , G4 Cube , iMac , PowerBook G3 , PowerBook G4 , iBook ( Оригінальний « Kanga » PowerBook G3 був єдиним G3- based Mac , який не підтримувався Mac OS X ) .
- Необхідна оперативна пам'ять: 128 МБ ( неофіційно мінімум 64 МБ )
- Місце на жорсткому диску: 1,5 ГБ ( 800 МБ для мінімальної установки)

Системні вимоги Mac OS X 10.0 піддавалися критиці , тому що в той час стандартним обсягом пам'яті для комп'ютерів Macintosh було 64 МБ RAM , тоді як для Mac OS X 10.0 вимагалося 128 МБ RAM. Також , карти модернізації процесора , які були дуже популярні для застарілих комп'ютерів pre - G3 Power Macintosh , не підтримувалися (але можливо змусити працювати через сторонні утиліти ).

## Оновлення
| Версія | Надбудова | Реліз           | Примітка                       |
| ------ | --------- | --------------- | ------------------------------ |
| 10.0   | 4K78      | 24 березня 2001 | Original retail CD-ROM release |
| 10.0.1 | 4L13      | 14 квітня 2001  |                                |
| 10.0.2 | 4P12      | 1 травня 2001   |                                |
| 10.0.3 | 4P13      | 9 травня 2001   |                                |
| 10.0.4 | 4Q12      | 21 травня 2001  |                                |

## Хронологія
| Хронологія операційних систем Macintosh |
| --------------------------------------- |
|                                         |